# Mbali (rivière)
Pour les articles homonymes, voir Mbali.
La Mbali est une rivière de république centrafricaine, affluent de la rivière Pama, donc un sous-affluent de l’Oubangui.

## Géographie
La Mbali prend sa source aux abords de la commune de Mbali (Mambéré-Kadéï), à l’est de la ville de Yaloké, qu’elle rejoint. À 190 km de sa source, elle chute, en plusieurs étapes, de 120 m, Boali 1 et surtout Boali II. Après un cours de 275 km, et un dénivelé total de 371 m, elle se jette dans la Pama.
Depuis 1991, le cours de la Mbali est coupé en amont des chutes par le barrage de Boali 3, de  30 m de haut, pour 780 m de long. Le Lac de la Mbali, ainsi formé s'étend sur 30 km en amont de la retenue.